# Domové
Domové jsou indoevropská etnická skupina žijící především v severní Africe, na Blízkém a Středním Východě a v Indii. Celkový počet Domů je přes dva miliony, z toho asi jeden milion žije v Egyptě a půl milionu v Turecku. Původně žili v Indii, z níž odešli někdy v 6. století, tedy zřejmě dříve než Romové, s nimiž jinak sdílejí řadu podobností.